# Хейган, Томас
Томас Хейган (англ. Thomas Hagan, /ˈheɪɡən/; род. 16 марта 1941) — американский преступник, бывший член «Нации ислама», в 1965 году убивший Малкольма Икса. Некоторое время он также носил имя Талмадж Икс Хайер (англ. Talmadge X Hayer), а его выбранное исламское имя — Муджахид Абдул Халим (англ. Mujahid Abdul Halim) (араб. مجاهد عبد الحليم‎).

## Убийство Малкольм Икса
21 февраля 1965 года в бальном зале «Одюбон» в Вашингтон-Хайтс, Манхэттен, Нью-Йорк, когда Малкольм Икс был застрелен, Хейган был ранен в ногу одним из его телохранителей при попытке к бегству из здания. Из-за пулевого ранения Хейгана схватили несколько человек из толпы, которые стали свидетелями стрельбы, и избили его, прежде чем прибыли полицейские и арестовали Хейгана на месте преступления. Позже он признался в преступлении, но сказал, что Томас Джонсон (Халил Ислам) и Норман 3X Батлер (Мухаммад Абдул Азиз), двое подозреваемых, арестованных позже, не были причастны к убийству.
В 1977 году в показаниях под присягой Хейган заявил, что спланировал стрельбу с четырьмя другими людьми (Джонсона и Батлера среди них не было), чтобы отомстить Малкольму Иксу за публичную критику Элайджи Мухаммеда и «Нации ислама». Он сказал, что один из его сообщников, Уильям 25X Брэдли, отвлёк телохранителей Малкольма Икса, затеяв спор о том, что его ограбили. Когда телохранители двинулись в сторону отвлекающего маневра и от Малкольма Икса, к нему подошёл мужчина с дробовиком и выстрелил ему в грудь. После этого сам Хейган и ещё один из его сообщников несколько раз выстрелили в Малкольма Икса из полуавтоматических пистолетов.

## Последующая жизнь
В 1966 году Хейган, Батлер и Джонсон получили сроки от 20 лет до пожизненного заключения. За время своего пребывания в тюрьме Хейган получил степени бакалавра и магистра; он 16 раз подавал прошение об условно-досрочном освобождении, но каждый раз получал отказ. Батлер был условно-досрочно освобожден в 1985 году, а Джонсон — в 1987 году. С 1988 года Хейган участвовал в программе освобождения от работы, которая позволяла ему искать работу за пределами тюрьмы. Она требовала от него проводить всего два дня в неделю в исправительном учреждении Линкольна, учреждении минимального уровня безопасности на Манхэттене. Оставшуюся часть недели ему разрешалось оставаться с женой и детьми. Среди прочего, он работал в молодежном коллективе «Crown Heights», консультантом в приюте для бездомных на острове Уордс и в ресторане быстрого питания. В марте 2010 года Хейган был условно-досрочно освобожден, а в конце апреля того же года вышел из тюрьмы. 
В 2021 году Хейган выразил поддержку отмене обвинительных приговоров Томасу Джонсону и Норману 3X Батлеру, что соответствует его первоначальным заявлениям о том, что они не были причастны к убийству Малкольма Икса.
Хейган является практикующим мусульманином, но покинул «Нацию ислама», не разделяя её идеологии. Он выразил «сожаление и скорбь» по поводу убийства Малкольма Икса.

## Представление в искусстве
В фильме Спайка Ли «Малкольм Икс» (1992) роль Хейгана исполнил Джанкарло Эспозито.